# Лук'янов Микола Миколайович
Микола Миколайович Лук'янов (19 грудня 1928, село Маковці, тепер Дзержинського району Калузької області, Російська Федерація — ?) — молдавський радянський діяч, голова Аграрно-промислового об'єднання Молдавської РСР із виноградарства та виноробства «Молдвинпром», міністр виноградарства та виноробства Молдавської РСР. Член Ревізійної комісії Молдавії в 1961—1963 роках. Член ЦК КП Молдавії в 1966—1986 роках. Депутат Верховної Ради Молдавської РСР 7—11-го скликань.

## Біографія
Народився в селянській родині.
У 1952 році закінчив Кишинівський державний сільськогосподарський інститут імені Фрунзе.
У 1952—1958 роках — агроном-розсадниковод, старший агроном радгоспу імені Мічуріна Сороцького району Молдавської РСР; директор радгоспу «Бричани» Бричанського району Молдавської РСР.
Член КПРС з 1954 року.
У 1958—1959 роках — начальник районної сільськогосподарської інспекції Страшенського району Молдавської РСР.
У 1959—1961 роках — секретар, 2-й секретар Каларашського районного комітету КП Молдавії.
У 1961—1962 роках — голова виконавчого комітету Каларашської районної ради депутатів трудящих.
У 1962 роках — 1-й секретар Каларашського районного комітету КП Молдавії.
У 1962—1963 роках — заступник начальника Каларашського виробничого колгоспно-радгоспного управління Молдавської РСР.
У 1963—1965 роках — слухач Вищої партійної школи при ЦК КПРС у Москві.
У 1965—1972 роках — 1-й секретар Леовського районного комітету КП Молдавії.
У 1972—1974 роках — заступник міністра харчової промисловості Молдавської РСР.
3 квітня 1974 — 29 грудня 1982 року — голова Аграрно-промислового об'єднання Молдавської РСР із виноградарства та виноробства «Молдвинпром».
29 грудня 1982 — 3 грудня 1985 року — міністр виноградарства та виноробства Молдавської РСР.
3 грудня 1985 — 21 червня 1989 року — голова Аграрно-промислового об'єднання із виноградарства та виноробства («Молдвинпром») Держагропрому Молдавської РСР.
Подальша доля невідома.

## Нагороди
- орден Жовтневої Революції
- два ордени Трудового Червоного Прапора
- медалі
- Заслужений агроном Молдавської РСР